# Vinár
Vinár je malá vesnička v Maďarsku v župě Veszprém, spadající pod okres Pápa. Nachází se asi 17 km severovýchodně od Celldömölku, stejnou vzdálenost severozápadně od Pápy, 31 km severovýchodně od Jánosházy a 34 km severovýchodně od Sárváru. V roce 2015 zde žilo 233 obyvatel, z nichž naprostou většinu (99,1 %) tvoří Maďaři.
Kromě hlavní části k Vináru patří i malá část Arpádtelep.
Vinár leží na silnici 8411. Je přímo silničně spojen s obcemi Adorjánháza, Külsővat, Marcalgergelyi, Mersevát, Nemesszalók a Szergény. Poblíže Vináru protéká řeka Marcal, do které se zde vlévá potok Hajagos.
Ve Vináru se nachází katolický kostel Sarlós Boldogasszony-templom a malý hřbitov.